# Барди, Джироламо
Джироламо Барди (итал. Girolamo Bardi; 31 января 1685, Флоренция, Великое герцогство Тосканское — 11 марта 1761, Рим, Папская область) — итальянский куриальный кардинал. Секретарь Священной Конгрегации Священной Консульты с  3 марта 1733 по 9 сентября 1743. Камерленго Священной Коллегии кардиналов с 12 января 1756 по 3 января 1757. Кардинал-дьякон с 9 сентября 1743, с титулярной диаконией Сант-Адриано-аль-Форо с 23 сентября 1743 по 28 мая 1753. Кардинал-священник с титулом церкви Санта-Мария-дельи-Анджели-э-деи-Мартири с 28 мая 1753.